# Ghaida Rinawie Zoabi

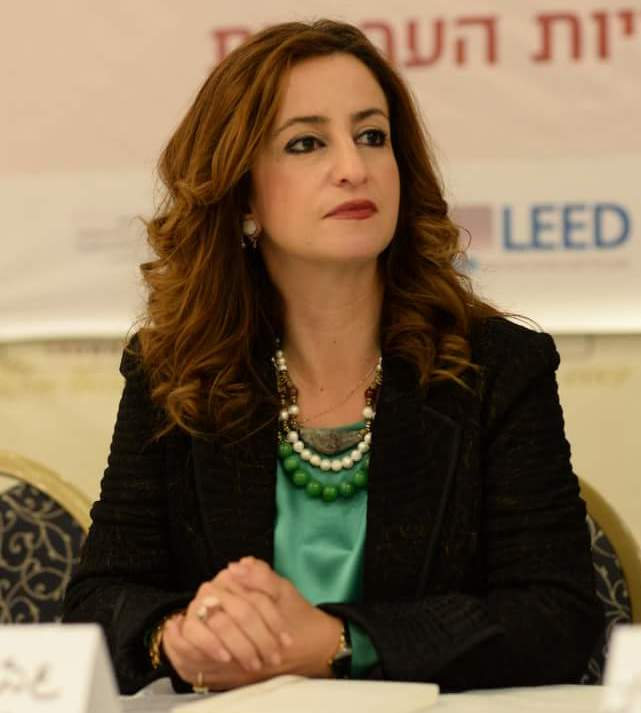
Ghaida Rinawie Zoabi (2018)

Ghaida Rinawie Zoʿabi (arabisch غيداء ريناوي-زعبي, hebräisch גִּ'ידָא רִינָאוִּי־זוּעְבִּי, geboren am 28. September 1972 in Nazareth) ist eine israelische Politikerin (Meretz).

## Biografie
Die Eltern von Ghaida Rinawie Zoʿabi sind die arabischen Israelis Najat und Ahmad Rinawie Zoʿabi. Der Vater, ein Nephrologe, baute die Dialyseabteilung des Krankenhauses der Edinburgh Medical Missionary Society in Nazareth mit auf.
Ghaida Rinawie Zoʿabi studierte an der Hebräischen Universität Jerusalem Hebräische Literatur und Psychologie und erlangte den Bachelor-Grad, anschließend schloss sie ein Studium der Hebräischen Literatur an der Universität Haifa mit dem Master-Grad ab. Sie besitzt außerdem den MBA-Abschluss der School of Business Administration des College of Management Academic Studies.
Von 2002 bis 2008 arbeitete Rinawie Zoʿabi für das Israel/Palestine Center for Research and Information und das National Committee of Heads of Arab Local Authorities. Im Jahr 2008 gründete sie das von ihr geleitete Injaz (“Achievement”) Center for Professional Arab Local Governance, eine Nichtregierungsorganisation, die sich der Professionalisierung arabischer Lokalbehörden widmet und sie besonders in wirtschaftlichen Fragen berät. 2018 beendete sie ihre Tätigkeit für Injaz und leitete ACTO (Center for Impact Investing & Entrepreneurship at the College of Management Academic Studies).
Rinawie Zoʿabi ist verheiratet, lebt in Nof haGalil und hat zwei Kinder.

## Politische Ämter
Ghaida Rinawie Zoʿabi wurde 2021 als Mitglied von Meretz in die 24. Knesset gewählt. Sie gehört dem Finanzausschuss und dem Sonderausschuss für Fragen der arabischen Gesellschaft an.
Am 19. Mai 2022 kündigte Rinawie Zoʿabi abi zunächst ihren Austritt aus der Meretz-Partei an. Sie begründete ihn damit, dass das Kabinett Bennett-Lapid einen Rechtsruck vollzogen habe, den sie nicht länger mittragen könne. Im Mai habe sich die Situation durch den ungeklärten Tod der Al-Jazeera-Reporterin Shireen Abu Akleh bei der Berichterstattung über eine Operation der israelischen Armee in Dschenin im Westjordanland noch einmal verschärft. Mit diesem Austritt hätte die Regierung ihre Mehrheit in der Knesset verloren. Nach Gesprächen mit Außenminister und Vertretern des arabischen Sektors nahm Rinawie Zoʿabi aber drei Tage später ihren Austritt wieder zurück, wodurch die knappe Mehrheit für Ministerpräsident Bennett gesichert blieb.

## Positionen
Lidia Averbukh (Stiftung Wissenschaft und Politik) bezeichnet Rinawie Zoʿabi als Beispiel für einen neuen Typus israelisch-arabischer Politiker: „Sie verankert ihre politischen Forderungen in einem bürgerschaftlichen Diskurs, demgemäß der arabischen Bevölkerung gleiche Rechte aufgrund der gleichen demokratischen israelischen Staatsbürgerschaft zustehen. Außer einer Angleichung der Lebensumstände meint sie damit auch das politische Mitspracherecht.“
Ghaida Rinawie Zoʿabi war Herausgeberin der Schrift The Future Vision of Palestinian Arabs in Israel (2006), mit der israelisch-arabische Intellektuelle und Politiker ihre Situation im Staat Israel analysieren und eine Agenda für die Zukunft vorschlagen. Das Dokument fand großes politisches und mediales Interesse. Es stieß bei israelischen Behörden, Journalisten und Akademikern allerdings auf breite Ablehnung. Eine Meinungsumfrage unter israelischen Arabern, die im Sommer 2008 durchgeführt wurde, ermittelte hohe Zustimmungswerte zu der mit diesem Dokument vorgeschlagenen Agenda.
Anlässlich ihrer Ernennung zur israelischen Generalkonsulin in Schanghai 2022 wurde kritisiert, dass Ghaida Rinawie Zoʿabi bekanntermaßen die israelische Nationalhymne haTikwa nicht mitsingt. Sie erklärte, durch die Formulierung im Liedtext „eine jüdische Seele“ fühle sie sich ausgeschlossen. Rinawie Zoʿabi wurde gefragt, ob sie Israel als jüdischen Staat anerkenne, und erklärte: „Israel ist ein demokratisches Land, und ich möchte, dass es noch demokratischer wird. Ich möchte vor allem, dass es eine größere Gleichheit gibt. Ich bin vor allem deshalb Mitglied der Knesset geworden, um für mehr Gleichheit einzutreten.“